# 용궁중학교
용궁중학교(龍宮中學校)는 대한민국 경상북도 예천군 용궁면 읍부리에 있는 공립 중학교이다.

## 학교 연혁
- 1948년 2월 20일 : 용궁고등공민학교 개교
- 1951년 12월 31일 : 초대 최낙철 교장 취임
- 1952년 1월 9일 : 용궁중학교 개교
- 1996년 2월 2일 : 교지 [용두레] 창간
- 1998년 9월 1일 : 급식소 설치
- 2006년 10월 24일 : 글두레 도서관 및 과학실 개관
- 2008년 11월 20일 : 영어 전용 교실 개관
- 2009년 8월 24일 : 기술ㆍ가정 전용교실 현대화
- 2023년 9월 1일 : 제29대 이인호 교장 취임
- 2024년 1월 4일 : 제73회 11명 졸업(졸업생 총수 11, 325명)
- 2024년 3월 4일 : 2024학년도 1학년 10명 입학

## 참고 자료
- 용궁중학교 - 한국교육학술정보원 학교알리미